# Hos os i Tanzania
Hos os i Tanzania er en dansk dokumentarfilm fra 1972 med instruktion og manuskript af Steen B. Johansen.

## Handling
Filmen er optaget i april måned i den nye landsby Mputa i Ruvuma-provinsen i det sydlige Tanzania. Her bor familien Abdallah. Matenda har fire koner og 12 børn. Regntiden er ved at være forbi. Filmen viser følgende scener: Morgen hos familien. Hustruens lille butik i huset. Familien på markarbejde. Børnene er hjemme og i skole. Landsbyliv og lægeklinik. Forberedelse til middagen.